# Distrito de Alto Saposoa

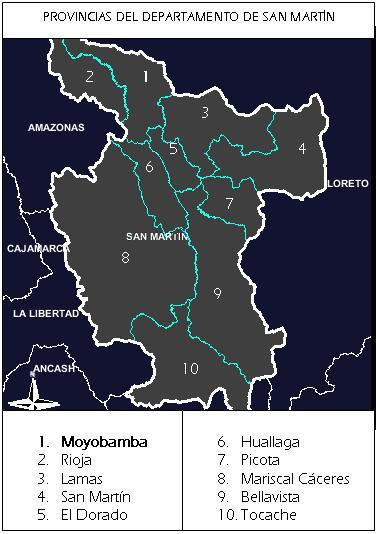
División política del Departamento de San Martín.

El distrito peruano de Alto Saposoa es uno de los seis distritos que conforman la Provincia del  Huallaga en el Departamento de San Martín, bajo la administración del Gobierno Regional de Martín en el Perú.
El distrito de Alto Saposoa con su capital Pasarraya , cuenta con varios caserios y sectores , dentro de ellos tenemos :
- Yacusisa
- Nueva Vida
- Nueva Ilusión
- Los Olivos
- Sector Oje
- Sector Catina
- Flor de Café
- Nuevo Arequipa
- Los Paltos
- El Valor
- Nuevo Piura, etc.

## Historia
Cuenta la historia que en el año 1912 fue descubierta por Saposoinos que venían en busca de Mitayo que formaban campamentos Mitayeros (hasta 1938), ya que este lugar era rico en fauna (mitayo, peses) además la ciudad de Pasarraya toma ese nombre allá en la década de 1935, se encontraron en la montaña los Mitayeros Saposoinos y Lamistos; y en entraron en una conversación para trazar una línea y dijeron que los Lamistos y Sisinos que iban a cazar en una “collpa” de animales cercanos, no debían “pasar raya”, una línea imaginaria trazada para evitar conflictos entre los lugareños y los migrantes de aquellos tiempos. Y si incumplían estas reglas iba a ser hombre muerto.
En 1939 migrantes Saposoinos vienen a formar parte de estas tierras especialmente la familia Tapullima Pizango originarios de Lamas y Loreto.
En 1940 este grupo de pobladores empezó a multiplicarse, 1945 este sitio fue considerada como Caserío siendo como Autoridades:
•	TENIENTE GOBERNADOR:
```
       Toribio Chui
```

•	JUEZ DE PAZ:
```
       Manuel Pereyra Saldaña
```

•	AGENTE MUNICIPAL:
```
       Máximo Soto Cardenas
```

El 13 de septiembre de 1963 es considerado como Distrito estando como Presidente Constitucional de la República el arquitecto Fernando Belaúnde Terry, senador del Departamento de San Martin el señor Emilio Campos Rojas y Diputados el señor Americo Linares Reátegui, Jorge Alberto Melgar Saavedra, Eliceo Reátegui Torres; estos fueron las autoridades en la cámara de Diputados y Senadores (congresistas) con la Ley 14049.

## Agricultura
El distrito de Alto Saposoa situada a 430 m s. n. m. y dedicada a la agricultura, los cultivos de café y cacao , son el sustento de muchas familias , y adicionalmete se dedican al sembrio de maíz y arroz .

## Geografía humana
En este distrito de la Amazonia peruana habitan personas de diferentes lugares: como de Cutervo, Chota, Jaén, Bagua, y también por personas que son naturales de la Zona de san Martín como del mismo Pasarraya.

## Autoridades

### Municipales
- - Alcaldes Nombrados (Fuerzas Armadas)
  - Bladimiro del Castillo Rengifo
  - Lauro Aguilar López
  - Ricardo Pereyra Panduro
  - Genaro Escalante Cárdenas
  - Ronal Soto Sanches
  - Lisbino Cárdenas Panduro
  - Raymon Vela Del Águila
  - Juan Sandaña Cumapa
  - Elseubio Pereyra López
  - Alberto Ruíz Cárdenas

En los años de su creación Política de Pasarraya sus Alcaldes elegidos por el pueblo, fueron los siguientes ciudadanos:
- - Evelio Sanches Cárdenas
  - Pedro Pisco Rengifo
  - Rolando Cárdenas (2 periodos)
  - Sócimo Soto Tapullima (3 periodos)
  - Victor Neyra Mori
  - Julian Hernandes Días
  - Wilman del Águila Pérez
  - Elmer Yoni Garcia Olivera (actual alcalde)

- 2011-2014
  - Alcalde: Julián Hernández Díaz, de Fuerza 2011 (F2011).[2]
  - Regidores: Víctor Grandez Pérez (F2011), Jonax Luna Salas (F2011), Pedro Marrufo Campos (F2011), María Del Pilar Ríos Cárdenas (F2011), Nelson Aguilar Ruiz (Acción Regional)

- - 2015-2018
  - Alcalde:Wilman de Águila Pérez
  - Regidores :Jaime Coronel, Alonso Bautista, Vilma Davila, Cristian Anderson Diaz Delgado.
  - Nota :El señor Gliser Benedicto, renunció al cargo de regidor, por razones de mal manejo de la gestión por parte del alcalde, así como de algunos trabajadores.

- - 2019-2022.
  - Alcalde:Elmer Yoni Garcia Olivera.<ref> Archivado el 19 de agosto de 2019 en Wayback Machine.
  - Regidores :Willy LLerman Sangama Cachique, Yonel Shupingahua Saldaña, Sacarias Peña Bermeo, Josany Rojas, Henrry Aguilar Shupingahua.

- - 2023-2026.
  - Alcalde:Wilson Carrero Copia
  - Regidores :Juan Pablo Peréz Peréz, Neli Berna, Wilson Rios,Yeny Muñoz y Yenifer Pereyra.

### Religiones
- Católica
- Adventista del Séptimo Día
- Pente Costes
- Movimiento  Misionero Mundial, etc.

## DEPORTES
El distrito de Alto Saposoa-Pasarraya se ha caracterizado, por ser un distrito con mucho potencial futbolístico , los equipos que participan en la etapa 2016 son:
- Yacusisa Futbol Club (Yacusisa)

- Deportivo Municipal ( Pasarraya)

- Clud Abelardo Shapiama Salas  (Nueva Vida)

- Defensor Nueva Ilusión  (Nueva Ilusión)

## Atractivos turísticos
- Cataratas de Shitari

Se encuentran ubicadas a dos horas y media de camino, pero, actualmente existe un camino que fácilmente nos podemos trasladar con moto lineal hasta el sector Nuevo Israel, y luego se camina durante una hora y media para llegar a las Cataratas de Shitari.
se los recomienda esta buenazo...
- Cataratas de Shima
- Cataratas de Paima

## Festividades
- Fiesta de Patronal San Roque